# اچ‌دی ۵۶۰۹۶
اچ‌دی ۵۶۰۹۶ یک ستاره است که در صورت فلکی کشتی‌دم قرار دارد.